# アザーン
アザーン（アラビア語: أذان adhān）は、イスラム教における礼拝（サラート）への呼び掛けのこと。ユダヤ教のラッパ、キリスト教の鐘と同じような役割をしているが、肉声で行われることに特徴がある。「神は偉大なり」という意の句「アッラーフ・アクバル」の4度の繰り返しから始まる。
なおこのアザーンに関して「一日5回モスクから流れるコーランの朗誦」といった旅行記や紹介記事が見られるが、誤解である。クルアーン（コーラン）の朗誦などアザーン以外がモスクから流れるのは祝祭日など限られた時のみであり、毎日5回決まったタイミングで行われるものについてはクルアーンとはまた別である。また戒律上、音楽や歌唱がハラーム（禁忌）事項として忌避されていることからこのアザーンが音楽として扱われたり、音楽と共に流されたりすることは無い。

## 歴史
アザーンの習慣と唱えられる内容は、マディーナ（メディナ）時代のムハンマドと教友たちによって定められたとされ、慣行（スンナ）としてイスラム教徒に守られている。
ハディースによれば、教友の一人アブドゥッラー・イブン・ザイド（عبد الله بن زيد, ʿAbd Allāh ibn Zayd）が夢に現れた天使にアザーンを教わり、ムハンマドに伝えたという。アザーンにはアラビア語だけで現在に至るまでに6種類の別称があり、アザーンの草創期にはタアズィーン（التأذين, al-taʾdhīn）ともニダー（النداء, al-nidā）とも呼ばれていた。
アザーンの唱句は宗派や地域によって変化を遂げつつ、7世紀の半ばに定型化した。

## ムアッジン（ムアッズィン）
ムアッジン（アラビア語：مؤذن, muʾadhdhin, ムアッズィン）という呼びかけ役によって、一日5回の礼拝時間前に、周辺に住むムスリムにモスクに集まるよう、アザーンによって呼びかけられる。現在は拡声器を使って流されることが多い。時計代わりとして、信徒の一日の生活上の節目となっているとも言われる。
アザーンの呼びかけで集まった人々に、礼拝の開始を告げるイカーマ（「実行」の意）を唱えるのもムアッジン（ムアッズィン）の役目である。イカーマはアザーンの唱句のほぼ繰り返しだが、アザーンに比べて早い調子で短めに唱えられ、声量もその場にいる人に伝わる程度である。イカーマは第2のアザーンと呼ばれたり、アザーンとイカーマを合わせて2つのアザーンと呼ぶこともある。

## アザーンの内容

### アザーンの速度と抑揚
かなり早口で言い1分半程度で全てを言い終わるムアッジン（ムアッズィン）もいるが、基本的にはアザーンはゆっくりと読み上げ随所で音を伸ばして唱えるのが普通であり、これだけの言葉を唱えるのに3分前後かかるなどする。句の間には数秒の間が入り、礼拝の開始を待っているムスリムはアザーンに合わせて復唱することになっている。
また伸ばす箇所や伸ばす長さ、抑揚の大小については国によって差異があり、アラブ諸国は比較的シンプルで音をあまり伸ばさないアザーンが主流である。国によっては歌唱と間違える程度にメロディアスなものも聞かれる。
（歌唱に近く聞こえるアザーンの例）

### スンナ派
スンナ派におけるアザーンの文言は以下の通りとなっている。
【4回繰り返す】
اَللهُ أَكْبَرُ　×4回（ないしは2回）
アラビア語での休止形発音：ʾallāhu ʾakbar（アッラーフ・アクバル）
意味：「アッラーは最も偉大なり」（アッラーは至大なり）
タクビール（التكبير, al-takbīr, アッ＝タクビール）と呼ばれる文句。宗派によっては4回でなく2回唱えられる。
【2回繰り返す】
أَشْهَدُ أَنْ لَا إِلَٰهَ إِلَّا ٱللَّٰهُ　×2回
発音記号通りの休止形発音：ʾashhadu ʾan lā ʾilāha ʾilla-llāh（アシュハドゥ・アン・ラー・イラーハ・イッラ・ッラーフ）
発音同化後の実際の発音：ʾashhadu ʾal-lā ʾilāha ʾilla-llāh（アシュハドゥ・アッ・ラー・イラーハ・イッラ・ッラーフ）*
意味：「私は証言する、アッラーの他に神は無しと」
＊休止形発音であるため実際にはほぼ「アシュハドゥ・アッ・ラー・イラーハ・イッラ・ッラー」と聞こえる。
この句は信仰告白の言葉でシャハーダ（الشهادة, al-shahādah ないしは al-shahāda, アッ＝シャハーダ）と呼ばれる。もう一つのシャハーダとまとめてシャハーダターン（الشهادتان, 非休止形発音：al-shahādatāni, アッ＝シャハーダターニ、休止形発音：al-shahādatān, アッ＝シャハーダターン）と称される。
【2回繰り返す】
أَشْهَدُ أَنَّ مُحَمَّدًا رَسُولُ ٱللَّٰهِ　×2回
発音記号通りの休止形発音：ʾashhadu ʾanna Muḥammadan rasūlu-llāh（アシュハドゥ・アンナ・ムハンマダン・ラスール・ッラーフ）
発音同化後の実際の発音：ʾashhadu ʾanna Muḥammadar-rasūlu-llāh（アシュハドゥ・アンナ・ムハンマダッ・ラスール・ッラーフ）*
意味：「私は証言する、ムハンマドはアッラーの使徒なりと」
＊ر（r）が連続する発音同化部分「-rr-」をふるえ音ではなくクルアーン朗誦時の発音方法であるはじき音の重子音化であることを強調するため、「アシュハドゥ・アンナ・ムハンマダル・ラスール・ッラーフ」のようなカタカナ表記も見られる。
＊休止形発音であるため実際にはほぼ「アシュハドゥ・アンナ・ムハンマダッ・ラスール・ッラー」と聞こえる。
この句は信仰告白の言葉でシャハーダ（الشهادة, al-shahādah ないしは al-shahāda, アッ＝シャハーダ）と呼ばれる。もう一つのシャハーダとまとめてシャハーダターン（الشهادتان, 非休止形発音：al-shahādatāni, アッ＝シャハーダターニ、休止形発音：al-shahādatān, アッ＝シャハーダターン）と称される。
【2回繰り返す】
حَيَّ عَلَى الصَّلَاةِ　×2回
アラビア語での休止形発音：ḥayya ʿala-ṣ-ṣalāh（ハイヤ・アラ・ッ＝サラーフ）
意味：「礼拝に来たれ」
＊休止形発音であるため実際にはほぼ「ハイヤ・アラ・ッ＝サラー」と聞こえる。
アラビア語ではハイアラ（الحيعلة, al-ḥayʿalah / al-ḥayʿala / al-ḥaiʿalah / al-ḥaiʿala, アル＝ハイアラ）と呼ばれる文言。もう一つのハイアラとまとめてハイアラターン（الحيعلتان, 非休止形発音：al-ḥayʿalatāni ないしは al-ḥaiʿalatāni, アル＝ハイアラターニ、休止形発音：al-ḥayʿalatān ないしは al-ḥaiʿalatān, アル＝ハイアラターン）と称される。
【2回繰り返す】
حَيَّ عَلَى الفَلَاحِ　×2回
アラビア語での休止形発音：ḥayya ʿala-l-falāḥ（ハイヤ・アラ・ル＝ファラーフ）*
意味：「成功のために来たれ」ないしは「救済のために来たれ」
＊日本語のフと違いf音ではないため、実際にはほぼ「ハイヤ・アラ・ル＝ファラーハ」と聞こえる。
アラビア語ではハイアラ（الحيعلة, al-ḥayʿalah / al-ḥayʿala / al-ḥaiʿalah / al-ḥaiʿala, アル＝ハイアラ）と呼ばれる文言。もう一つのハイアラとまとめてハイアラターン（الحيعلتان, 非休止形発音：al-ḥayʿalatāni ないしは al-ḥaiʿalatāni, アル＝ハイアラターニ、休止形発音：al-ḥayʿalatān ないしは al-ḥaiʿalatān, アル＝ハイアラターン）と称される。
【ファジュル礼拝の時のみ】【2回繰り返す】
اَلصَّلَاةُ خَيْرٌ مِنَ النَّوْمِ　×2回
発音記号通りの休止形発音：ʾaṣ-ṣalātu khayrun* mina-n-nawm**（アッ＝サラートゥ・ハイルン・ミナ・ン＝ナウム）
発音同化後の実際の発音：ʾaṣ-ṣalātu khayrum-mina-n-nawm（アッ＝サラートゥ・ハイルム・ミナ・ン＝ナウム）
意味：礼拝は睡眠にまさる（礼拝は眠りよりも良い）
＊khayrunはkhairunと同じ発音。
＊＊nawmはnaumと同じ発音。
タスウィーブ（التثويب, al-tathwīb, アッ＝タスウィーブ）と呼ばれる文言で、早朝の夜明け前に行うファジュル礼拝の時のみ唱える。
【2回繰り返す】
اَللهُ أَكْبَرُ　×2回
アラビア語での休止形発音：ʾallāhu ʾakbar（アッラーフ・アクバル）
意味：「アッラーは最も偉大なり」（アッラーは至大なり）
タクビール（التكبير, al-takbīr, アッ＝タクビール）と呼ばれる文句。
【1回唱える】
لَا إِلَٰهَ إِلَّا ٱللَّٰهُ　×1回
アラビア語での休止形発音：ʾallāhu ʾakbar（ラー・イラーハ・イッラ・ッラーフ）
意味：「アッラーは最も偉大なり」（アッラーは至大なり）
タフリール（التهليل, al-tahlīl, アッ＝タフリール）と呼ばれる文句。
＊休止形発音であるため実際にはほぼ「ラー・イラーハ・イッラ・ッラー」と聞こえる。
早朝時にのみ入るタスウィーブは、イスラーム共同体で最初のムアッジン（ムアッズィン）だったとされるビラールが付け加えたとされるが、一説にはカリフのウマルが付け加えさせた、とも言われる。

### シーア派
上のアザーンはスンナ派のもので、シーア派のアザーンでは「いざや成功（救済）のために来たれ」の後、「アッラーは偉大なり」の前に
حَيَّ عَلى خَيِرِ الْعَمَلِ
アラビア語での休止形発音：ḥayya ʿalā khayri-l-ʿamal（ハイヤ・アラー・ハイリ・ル＝アマル）
意味：至善の行いのために来たれ
というもう一つの別のハイアラが2回入る。アザーンにこの句が入っているかどうかにより、そのアザーンが朗唱されたモスクがある地域の住民がスンナ派かシーア派かどうかを判別することが可能である。

### 地域差
また、さらに地域差もあり、イランやアフガニスタンのシーア派では、アザーン中のシャハーダ句の2つ目「ムハンマドは神の使徒なりと私は証言する」の後に、シーア派独自の別のシャハーダ「アリーがアッラーに続く方である事を私は誓います」（1回）、「アリーがアッラーの証明であることを私は誓います」（1回）を付け加えている。更に異なって「アリー」の名前の前に称号を加え、そこの部分を「我らが主、信者たちの長アリーがアッラーに続く方である事を私は誓います」（1回）、「我らが主、信者たちの長アリーがアッラーの証明であることを私は誓います」（1回）と唱えるところもある。
必ずしもアラビア語で行わなければならないわけではないとされるが、アラブ諸国以外のイスラム国であってもアザーンはアラビア語によって行われている。トルコではアタテュルクの改革の一環としてアザーンをトルコ語で行うことが定められたが定着せず、ふたたびアラビア語に戻されたほどである。
アザーンで用いられるアラビア語には、現地の訛りが存在しており、各地のアーンミーヤやペルシア語、トルコ語の影響で、語句の発音等に変化が見られる。

## アザーン時計
現代では電子式プレーヤー付のアザーン時計がムスリム社会で広く販売されている。
様々な機能があり、目覚まし時計の電子音がアザーンの録音を再生するだけの単純な物から、緯度と経度から正確な日の出や日没の時間を計算したりキブラの方角を示す機能のある高度な物もある。一般的にモスクを意匠としたデザインをしていることが多く、中にはアザーンの意味を理解せずにイスラム風デザインの時計をアザーン時計と称して販売している場合もある（アザーンをしなければアザーン時計ではない）。